# Pritchett
Pritchett és una població dels Estats Units a l'estat de Colorado. Segons el cens del 2000 tenia 137 habitants.

## Demografia
Segons el cens del 2000, Pritchett tenia 137 habitants, 58 habitatges, i 40 famílies. La densitat de població era de 230 habitants per km².
Dels 58 habitatges en un 36,2% hi vivien nens de menys de 18 anys, en un 53,4% hi vivien parelles casades, en un 12,1% dones solteres, i en un 31% no eren unitats familiars. En el 27,6% dels habitatges hi vivien persones soles el 19% de les quals corresponia a persones de 65 anys o més que vivien soles. El nombre mitjà de persones vivint en cada habitatge era de 2,36 i el nombre mitjà de persones que vivien en cada família era de 2,93.
Per edats la població es repartia de la següent manera: un 28,5% tenia menys de 18 anys, un 4,4% entre 18 i 24, un 27% entre 25 i 44, un 19,7% de 45 a 60 i un 20,4% 65 anys o més.
L'edat mediana era de 39 anys. Per cada 100 dones de 18 o més anys hi havia 88,5 homes.
La renda mediana per habitatge era de 19.750 $ i la renda mediana per família de 25.625 $. Els homes tenien una renda mediana de 17.917 $ mentre que les dones 15.625 $. La renda per capita de la població era de 10.876 $. Entorn del 9,1% de les famílies i el 14,6% de la població estaven per davall del llindar de pobresa.

## Poblacions més properes
El següent diagrama mostra les poblacions més properes.